# Primarias del Partido Demócrata de 2008 en Oregón

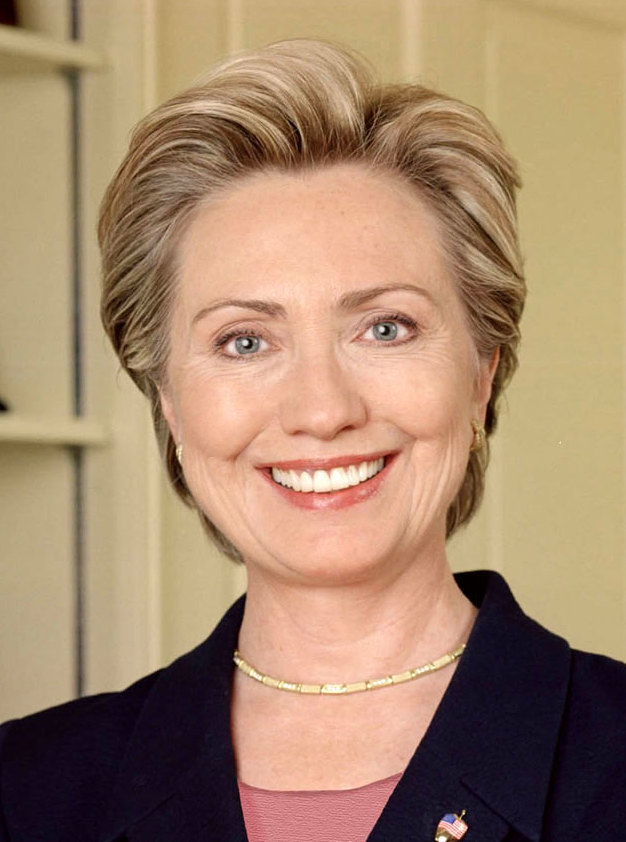
Hillary Clinton

Barack Obama

Las Primarias demócratas de Oregón, 2008, fueron el 20 de mayo de 2008.

## Resultados
| Candidato       | Votos   | Porcentajes | Delegados |
| --------------- | ------- | ----------- | --------- |
| Barack Obama    | 375.385 | 59.10%      | 31        |
| Hillary Clinton | 259.825 | 40.90%      | 21        |
| Total           | 635.210 | 100%        | 52        |